# Кукан (селище)
Кука́н (рос. Кукан) — селище у складі Хабаровського району Хабаровського краю, Росія. Адміністративний центр Куканського сільського поселення.

## Населення
Населення — 980 осіб (2010; 1255 у 2002).
Національний склад (станом на 2002 рік):
- росіяни — 81 %